# HD 144667
HD 144667，又名CD-3810894，SAO 207368、HR 6000，是一颗恒星，视星等为6.65，位于銀經339.53，銀緯9.38，其B1900.0坐标为赤經16h 1m 52.4s，赤緯-38° 9.38′ 29″。